# 冯玉萍
冯玉萍（1959年—），女，汉族，辽宁锦西人，中华人民共和国评剧表演艺术家、政治人物、第十二届全国人民代表大会辽宁地区代表。

## 生平
毕业于中央戏剧学院话剧表演专业。2013年，被选为全国人大代表。2018年2月24日，当选为第十三届全国人大代表。